# طهوة (الكامل والوافي)
طهوة منطقة سكنية تقع في ولاية الكامل والوافي، التابعة لمحافظة جنوب الشرقية في سلطنة عمان. يقدر عدد سكانها بـ 584 نسمة حسب إحصاء عام 2010 التابع للمركز الوطني للإحصاء والمعلومات الحكومي. مناطق سلطنة عمان

## الوصلات الخارجية
- المركز الوطني للإحصاء والمعلومات، سلطنة عمان